# Prijevor (gmina Herceg Novi)
Prijevor (cyr. Пријевор) – wieś w Czarnogórze, w gminie Herceg Novi. W 2011 roku liczyła 103 mieszkańców.